# レッドアロー

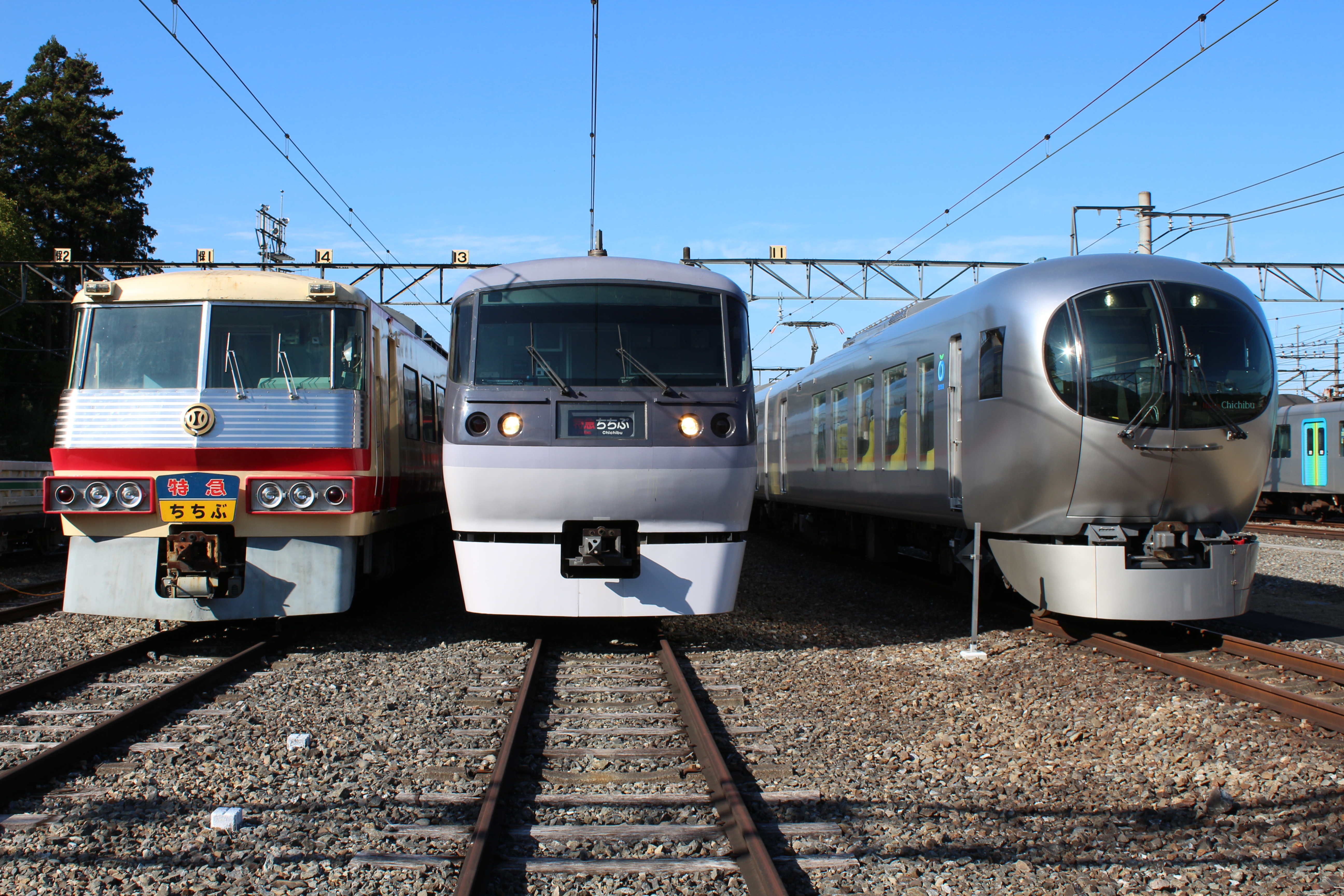
西武鉄道の歴代特急車両

「ニューレッドアロー(NRA)」ロゴマーク

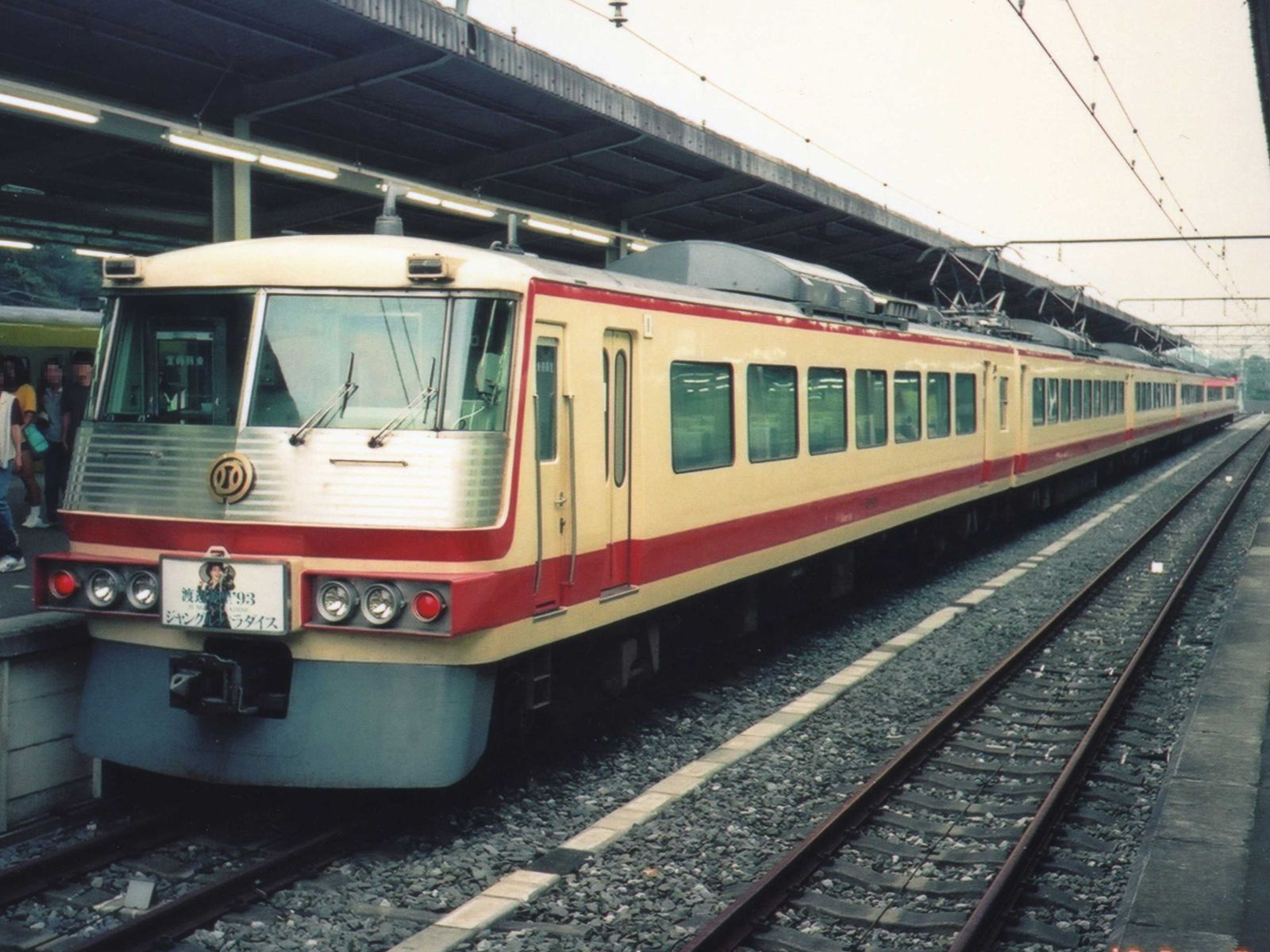
「レッドアロー」5000系

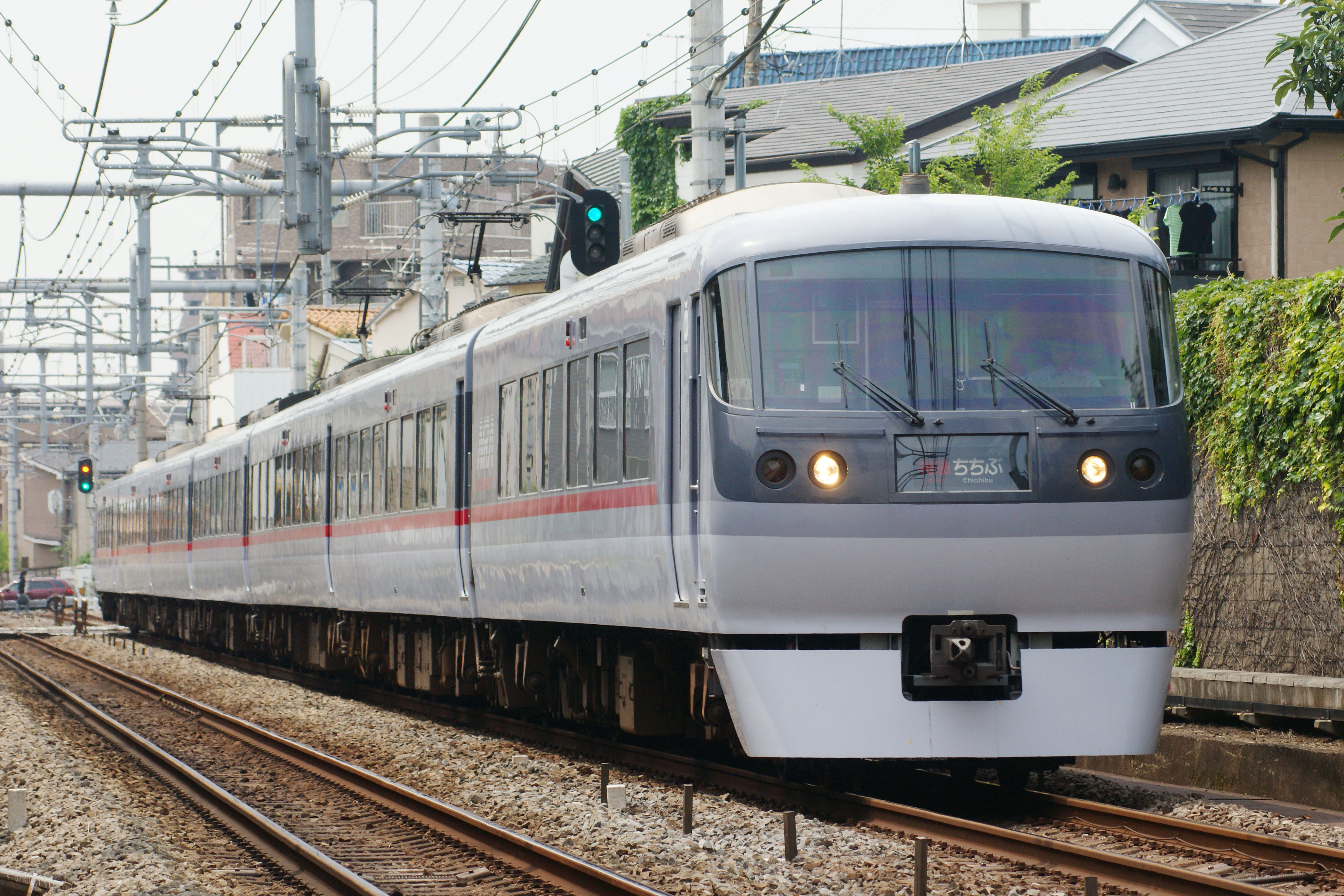
「ニューレッドアロー」10000系

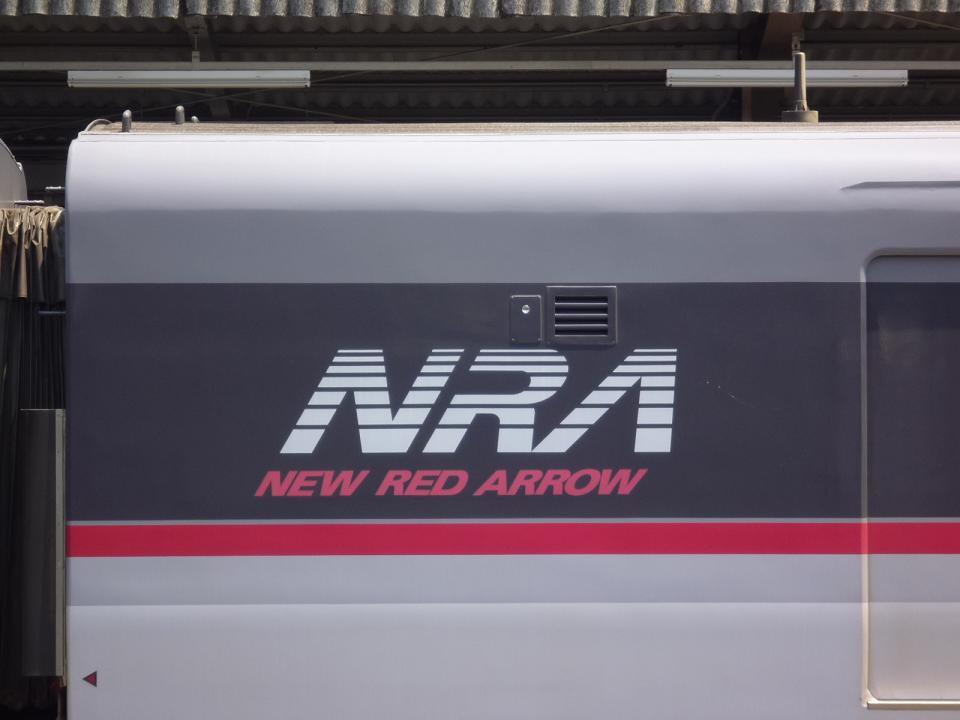
10000系の車体側面に描かれている「NEW RED ARROW」のロゴ

レッドアロー（Red Arrow）・ラビュー(Laview)は、西武鉄道の運行する特急列車、および同車の特急車両に使用された愛称である。
最初にレッドアローの名を冠されたのは5000系であり、その後継である10000系にもこの愛称は継承されたが、3代目の特急形車両である001系には愛称を継承せず、「Laview」（ラビュー）に変更した。
なお、各路線ごとの車内設備、列車の停車駅、詳細な沿革などはそれぞれの項目を参照。
- 池袋線系統の特急：ちちぶ (列車)
- 新宿線の特急：小江戸 (列車)

## 名称
「レッドアロー」の名称は、日本では西武鉄道の登録商標（日本第4808020号）であるため、他の鉄道事業者は使用することができない。
「ちちぶ」「むさし」「小江戸」の列車名は設定されているが、駅の案内やウェブサイトでは「特急レッドアロー（号）」と称している場合が多い。

## 乗車券
全列車が座席指定席制であり、特急券を別途購入して利用する。なお、PASMOもしくはそれと相互利用できる交通系ICカード（Suica、ICOCA等）利用者や定期券所持者でも特急券を購入すれば利用可能である。
所沢駅で池袋線と新宿線の特急に乗り継ぐことはできるが、特急料金の通算制度はなく、利用区間ごとに特急券が必要となる。
特急券は、沿線の主要駅の窓口、停車駅に設置される特急券専用自動券売機、JTBグループの店舗（取り扱いのない店舗あり）などで発売している。また、特急券のインターネット予約サービスも実施しており、予約した特急券を西武線各駅に設置されているタッチパネル式自動券売機（小竹向原駅を除く）で購入することが可能である。かつてはプッシュホンによる予約サービスも実施していた。
2013年6月9日からは、チケットレスサービス「Smooz」が開始された。

## 列車名および主な運行区間
池袋線・西武秩父線系統の列車と、新宿線の「小江戸」に系統が分離されており、両線間を直通する定期列車は現存しない。
各列車の詳細は、ちちぶ (列車)・小江戸 (列車)を参照

### 池袋線・西武秩父線

#### ちちぶ
- 運行区間：池袋駅 - 西武秩父駅
- 運行開始：1969年

#### むさし
- 運行区間：池袋駅 - 所沢駅・飯能駅
- 運行開始：1973年
- 備考：「小江戸」運行開始前は西武新宿駅 - 所沢駅・本川越駅間で運行される特急も「むさし」と称していた。

#### ドーム（スタジアムエクスプレス）
- 運行区間：池袋駅 - 西武球場前駅（狭山線）
- 運行開始：2006年
- 備考：西武ドームのプロ野球開催日に臨時列車として運転

なお、池袋線系統でのレッドアローは全てラビューに置き換えられたため、
レッドアローの定期列車は存在しない。

### 新宿線

#### 小江戸
- 運行区間：西武新宿駅 - 本川越駅
- 運行開始：1993年

### 過去の列車名および運行区間
各列車の詳細は、ちちぶ (列車)・小江戸 (列車)を参照

#### こぶし
- 1969年から1973年、池袋駅 → 西武秩父駅で休前日の夜間に運転。早朝の上り「ちちぶ」の送り込みを兼ねており、西武秩父駅到着は深夜となるため夜行列車に分類されることもある。

#### おくちちぶ
- 1976年から1993年まで、西武新宿駅 - 西武秩父駅間で休日に運転。小江戸の運転開始に伴い運行終了。
- 1993年から1998年まで、池袋駅 - 西武秩父駅間で運転土休日に運転。「ちちぶ」と運行区間が重なるが、同列車は1993年より入間市駅に停車しており、「おくちちぶ」は入間市駅を通過するのが相違点。

#### むさし (新宿線)
- 1976年から1993年まで、西武新宿駅 - 所沢駅・本川越駅間で休日に運転。「おくちちぶ」の入出庫を兼ねており、同列車と同時に運行終了。

### 臨時列車

#### MISATO TRAIN
1990年 – 2005年・2018年
かつて歌手の渡辺美里は西武ライオンズ球場（→西武ドーム）でスタジアムライブ開催を恒例としていたが、同公演に際して1990年より観客輸送を兼ねた臨時特別列車として運転された。年度ごとに特製ヘッドマークを掲出し、池袋駅 - 西武球場前駅間をノンストップで運行した（ただし西所沢のみ、保安装置上の都合および列車交換待ちのため乗降扱いなしの運転停車）。1994年までは5000系を、以降は10000系を充当した。なお、2001年から2003年までは一時ヘッドマークを廃止し「臨時 EXTRA」表示で運行していた（この理由については美里サイドも西武サイドも非公表としている）。2018年8月4日には西武ライオンズ40周年を記念した渡辺美里出演の西武-日本ハム公式戦に合わせ、観戦者向けの団体列車として13年ぶりに復活運行された。

#### 小さな旅
1980年代頃から不定期に運転されている団体専用臨時列車。ニッポン放送制作で、西武鉄道提供の同名のミニ番組に因む。
お召し列車
1993年5月12日、明仁天皇・美智子皇后（平成期の在位）が秩父地方へ行幸啓する際に運行し、5000系5507編成を充当した。このときの座席は武蔵丘車両検修場に保存されている。
2007年3月28日、明仁・美智子と、来日中のスウェーデン国王カール16世・王妃シルヴィア一行が埼玉県川越市を視察する際にも運行、10000系10108編成を充当した。

#### ローズエクスプレス
2003年 – 2018年
毎年初夏に開催されていた西武ドームのイベント「バラとガーデニングショー」の観客輸送を兼ねた臨時特別列車。

#### レッドアロークラシック
2011年 – 2021年
10000系10105編成の車体塗装を5000系とほぼ同じカラーリングに塗装し再現した。側面には「RED ARROW CLASSIC」のロゴが飾られている。2011年11月27日に臨時特急列車として池袋駅 - 西武秩父駅間を1往復運行した。同年11月28日から定期特急列車の運行に充当されていたが、2021年4月29日に定期運行を終了。

#### 電車フェスタ号
- 2004年 - 2010年、池袋駅 - 武蔵丘車両検修場 または 西武新宿駅 - 武蔵丘車両検修場で運転。

#### 拝島線臨時特急
- 2011年から2014年、西武新宿駅 → 拝島駅で臨時特急が運転された。

#### 西武トレインフェスティバルの臨時特急
- 2014年と2015年に、横瀬車両基地の公開イベントにあわせて臨時特急が運転された。

#### 臨時夜行特急
- 2015年より、西武トラベルによる秩父絶景ツアーの一環として、池袋駅、元町・中華街駅、新木場駅から西武秩父駅へ向かう夜行列車を運行している。特急用の10000系・001系のほか、40000系も使用されている。

#### 001系の新宿線・池袋線臨時特急
- 2019年に本川越 - 飯能間の臨時列車が運行された。

## 車両
特急形車両が使用される。

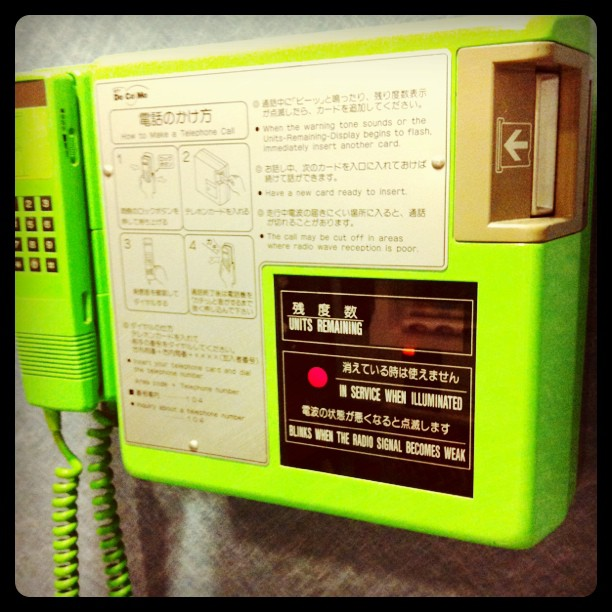
かつて設置されていた公衆電話

- 001系「Laview」（2019年 - ）
- 10000系「ニューレッドアロー」（1993年 - ）
- 5000系「レッドアロー」（1969年 - 1995年）

## 駅施設
池袋駅・飯能駅・本川越駅･西武秩父駅には、「レッドアロー」専用のプラットホームがある。このうち、西武秩父駅には1973年に、本川越駅には1998年にそれぞれ追加で設置したものである。

## 沿革
ちちぶ (列車)#沿革・小江戸 (列車)#沿革も参照
- 1969年（昭和44年）10月14日：西武秩父線の開業と同時に「ちちぶ」「こぶし」が運行開始[注 2][5]。
- 1973年（昭和48年）：池袋線で「むさし」運行開始。同時に「こぶし」廃止。
- 1976年（昭和51年）3月1日：ダイヤ改正より、休日に西武新宿駅 - 西武秩父駅間の「おくちちぶ」、西武新宿駅 - 所沢駅間の「むさし」が運行開始[5]。池袋線の池袋駅 - 飯能駅間の特急を1時間ヘッド化[5]。
- 1984年（昭和59年）3月1日：ダイヤ改正にあわせ1号車を禁煙車に指定[5]。
- 1986年（昭和61年）：新宿線の「むさし」下り列車を本川越駅まで延長運転。狭山市駅が停車駅になる。
- 1988年（昭和63年）：1編成6両中2両に禁煙車を設定。
- 1993年（平成5年）
  - 5月12日：5000系5507編成が池袋 - 西武秩父間でお召し列車として運行。
  - 12月6日：ダイヤ改正より10000系「ニューレッドアロー」が登場、新宿線の「小江戸」として運行開始[5]。同車では4号車のみが喫煙車となる。池袋駅 - 西武秩父駅間の「おくちちぶ」[注 3]を運行開始[5]。前日をもって新宿線の「おくちちぶ」「むさし」が廃止[5]。
  - 12月31日：5000系使用列車の車内販売を廃止。
- 1995年（平成7年）11月1日：定期列車の5000系から10000系への置換えが完了[5]。前日をもって5000系の定期運行が終了[5]。
- 2003年（平成15年）：旅行代理店での特急券販売開始。
- 2004年（平成16年）：武蔵丘車両検修場の一般公開イベント開催にあわせて「電車フェスタ号」を運行。以後2010年まで同イベントの開催時に運行される。
- 2006年（平成18年）
  - 09月1日：プッシュホン予約サービスを終了。同時に特急券発売駅の見直しが実施される。
  - 10月1日：喫煙車を廃止し、全席禁煙となる[6]。
- 2007年（平成19年）
  - 3月06日：ダイヤ改正でそれまで「スタジアムエクスプレス」「ローズエクスプレス」として運行されていた西武球場前駅行き臨時特急が「ドーム」の統一愛称となる。最初の運行は同年3月24日。
  - 3月28日：10108編成が西武新宿駅 - 本川越駅間で西武鉄道2回目のお召し列車として運行される。
  - 5月08日：「ちちぶ」「むさし」「ドーム」「小江戸」のインターネットによる予約サービス開始。
- 2011年（平成23年）
  - 11月27日：10000系10105編成に5000系の車体塗装色を再現した「レッドアロークラシック」の運行を開始[3]。池袋駅 - 西武秩父駅間を途中客扱い停車なしの記念臨時列車が運行される[3][7]。
  - 12月12日 - 18日：「レッドアロークラシック」運行記念として、西武新宿駅 → 拝島駅まで臨時特急列車を運行。
- 2012年（平成24年）3月31日：NTTドコモのmovaサービス終了に伴い、車内の公衆電話サービスを終了。
- 2013年（平成25年）
  - 3月16日：ダイヤ改正に伴い、「小江戸」の停車駅に東村山駅を追加。
  - 6月09日：チケットレスサービス「Smooz」を開始[2]。
- 2016年（平成28年）3月14日：2018年度（平成30年度）に、新たな特急車両を運行することを発表。8両編成7本を製造する予定[8]。2018年（平成30年）10月29日にその特急車両の形式を001系とし、車両の愛称もこれまでの「レッドアロー」に代わり「Laview」に変更することを決定した[9][10][11]。
- 2019年（平成31年）3月16日：「Laview」001系が登場し、池袋線・西武秩父線「ちちぶ」「むさし」での営業運転を開始。
- 2020年（令和02年）3月13日：池袋線・西武秩父線系統で運用されていた10000系を001系に置き換え完了。同線区より「レッドアロー」の名を冠する車両が消滅。
- 2021年（令和03年）4月29日：レッドアロークラシックの定期運行を終了[4]。

## 横浜方面乗り入れ構想
西武鉄道が通勤用車両を使用して「Fライナー」などの一般列車の相互直通運転を行っている東京メトロ副都心線・東急東横線・横浜高速鉄道みなとみらい線に西武有楽町線経由で特急車両を通し、横浜方面へレッドアローを運行する構想がある。
2009年にネコ・パブリッシングより発行された子供向けの鉄道書籍「西武だいすき」P19での子供からの質問に応答する記事の中において、当時西武鉄道の社長であった後藤高志は「将来、西武池袋線方面から東京メトロ副都心線を経由して東急東横線・横浜高速鉄道みなとみらい線の横浜、元町・中華街方面に直通する有料特急を走らせたい」と、レッドアローの今後の他社線直通を実施したいとの意向を回答した。
2014年3月17日付の朝日新聞では、横浜方面から飯能・秩父方面への観光需要の喚起を目的として、レッドアローの元町・中華街駅への乗り入れの検討を始めることが発表された。
乗り入れ先となる事業者のうち、東京メトロでは千代田線で有料特急を運転しているが、東急と横浜高速鉄道は有料特急を設定しておらず、特急料金の制度もないため、料金制度を改訂する必要が生じる。
その後、2016年にデュアルシートを装備した通勤形車両の40000系を使用した有料の座席指定列車「S-TRAIN」が、2017年3月25日より東急東横線・横浜高速鉄道みなとみらい線に乗り入れている。
車両面では地下鉄対応車両でないと走行できない区間が含まれるが、10000系は地下鉄対応車両になっていない一方で、2019年に登場した001系は、正面の非常用貫通扉装備やホームドア対応など東京メトロ・東急・横浜高速鉄道への直通対応準備工事がされている。これらの特急形車両には列車便所が装備されているが、東急では2017年に前述のS-TRAINを新規に設定した際に、元住吉検車区に列車便所用のし尿処理施設を新設しているものの、横浜高速鉄道で計画されている元町・中華街駅構内の留置線ではそれを設置する計画がなく、東京メトロ側でも和光検車区（副都心線）および新木場車両基地（有楽町線）にもその設備がないため、し尿処理の問題もある。
なお、2023年3月18日のダイヤ改正で、東急日吉駅から新横浜駅を経由して相鉄線西谷駅を結ぶ、相鉄・東急直通線(相鉄新横浜線・東急新横浜線)が開業したが、西武鉄道は横浜駅方面と比べ利用が少ないことが見込まれることなどを理由に、東急新横浜線及び相鉄線方面には乗り入れていない。
なお、有料特急列車を設定していない他社線にそれを乗り入れる構想のある大手私鉄は、他にも近鉄による特急の阪神・山陽電気鉄道および大阪市高速電気軌道中央線への、京成によるスカイライナーの都営浅草線・京急への乗り入れ構想がそれぞれ存在する。

## レッドアローを扱った作品
- がんばれ!!ロボコン 第98話「テクテクリン!!みんなで楽しいハイキング」（1976年、NET）
- SUPER BELL''Z「鉄道戦隊レオ☆レンジャー」

## 関連書籍
- 原武史『レッドアローとスターハウス：もうひとつの戦後思想史』（新潮社「新潮選書」、2019年）、増補新版